# USS LST-737
O USS LST-737 foi um navio de guerra norte-americano da classe LST que operou durante a Segunda Guerra Mundial.